# Руффини, Джованни Доменико
Джова́нни Доме́нико Руффи́ни (итал. Giovanni Domenico Ruffini; 20 сентября 1807, Генуя — 3 ноября 1881, Таджа, Лигурия) — английский писатель и пьемонтский политический деятель.
Родом из Генуи; был адвокатом, в 1833 году присоединился к мадзиниевскому тайному обществу «Молодая Италия», в 1836 году вынужден был бежать в Англию, потом во Францию. В 1849 году вернулся на родину, был избран депутатом в пьемонтский парламент, служил в посольстве в Париже, вышел в отставку после поражения при Новаре, потом жил то в Англии, то на родине.
Первое его большое литературное произведение, почти автобиографического характера, вышло в 1852 году в Лондоне, по-английски: «Passages in the life of an Italian, by Lorenzo Benoni» (русский перевод в «Современнике»: «Записки Л. Бенони», 1861) и обратило всеобщее внимание на автора, несмотря на грубоватый романтизм и некоторые преувеличения; в нём изображена жизнь пьемонтского заговорщика 1830-х годах. За ним следовали менее значительные романы в том же направлении: «Doctor Antonio» (1855), «The Paragreens» (1856), «Lavinio» (1860) «Vincenzo, or sunken rooks» (1863).